# Корсаково (Орловская область)
Корса́ково — село в Орловской области России, центр Корсаковского района и Корсаковского сельского поселения.

## Физико-географическая характеристика
Село расположено в 127 км на северо-восток от Орла, на берегу реки Зуша (приток Оки на Среднерусской возвышенности в центре Восточно-Европейской равнины. Территория представляет собой приподнятую холмистую равнину и отличается большой изрезанностью.

### Время
Корсаково, как и вся Орловская область, находится в часовой зоне МСК (московское время). Смещение применяемого времени относительно UTC составляет +3:00. Время в селее Корсаково опережает географическое поясное время на один час.

### Климат
Село Корсаково удалено от моря и отличается умеренно—континентальным климатом (в классификации Кёппена — Dfb), который зависит от северо-западных океанических и восточных континентальных масс воздуха, взаимодействующих между собой и определяющих изменения погоды. Зима умеренно прохладная. Периодически похолодания меняются оттепелями. Лето неустойчивое, со сменяющимися периодами сильной жары и более прохладной погоды.
Атмосферные осадки выпадают в умеренном количестве, по месяцам распределяются неравномерно, наибольшее их количество выпадает в летнее время. Увлажнение достаточное.

## История
В 1861 году село становится центром Покровско-Корсаковской волости Новосильского уезда Тульской губернии. 
В октябре 1874 года было вновь отстроено училище.
До революции в селе было две улицы, на которых было две церкви, и пять двухэтажных зданий с оригинальной архитектурной отделкой (в единственном сохранившемся сейчас находится РОВД). В начале XX века самыми богатыми жителями в Корсаково были братья Андроновы, которые построили здесь в 1905 году спиртзавод (просуществовал до 1936 года).
С 30 июля 1928 года село является центром Корсаковского района Орловского округа Центрально-Чернозёмной области (с 1937 года — Орловской области).
С 1 января 2006 года село является также центром Корсаковского сельского поселения, объединяющего 12 населённых пунктов.

## Население
| 1857 | 1939 | 1959 | 2002  | 2010  |
| ---- | ---- | ---- | ----- | ----- |
| 180  | ↗730 | ↘729 | ↗1485 | ↘1452 |

## Экономика
Действуют молочный и крахмальный заводы.

## Известные уроженцы
- Юрий Николаевич Куражковский (1923—2007) — учёный-биолог.

Павлов Геннадий Владимирович (1954 г.), докт.биол. наук, профессор,академик МАЭН, научная область - нанотехнологии в области биологии (медицина, ветеринария, сельское хозяйство со всеми направлениями). Работал с Лауреатом Нобелевской Премии Академиком Прохоровым Александром Михайловичем, докт.физ.мат. наук (лазеры и др.)

## Памятники и достопримечательности
- мемориал на братской могиле погибших бойцов Красной Армии во время Великой Отечественной войны[4].
- памятник В. И. Ленину в центре села.
- храм Покрова Пресвятой Богородицы
- часовня Покрова Пресвятой Богородицы